# ويليام نوربرت (سياسي)
ويليام نوربرت (بالإنجليزية: William Norbert)‏ هو محامي وسياسي أمريكي، ولد في 28 نوفمبر 1967. حزبياً، نشط في الحزب الديمقراطي. وقد انتخب عضو مجلس نواب مين.